# Richard Baneham
Richard Baneham (Tallaght, 1974) è un effettista e animatore irlandese.
Vincitore di due premi Oscar ai migliori effetti speciali per i film Avatar (2009) e Avatar - La via dell'acqua (2022).
Ha lavorato anche come animatore in film come Il gigante di ferro (1999).

## Filmografia
- L'incantesimo del lago (The Swan Princess), regia di Richard Rich - film d'animazione (1994) - assistente animatore
- Thumbelina - Pollicina (Thumbelina), regia di Don Bluth e Gary Goldman - film d'animazione (1994) - effetti speciali
- Space Jam, regia di Joe Pytka (1996) - animatore
- L'amore è un trucco (The Beautician and the Beast), regia di Ken Kwapis (1997 - animatore
- La spada magica - Alla ricerca di Camelot (Quest for Camelot), regia di Frederik Du Chau  - film d'animazione (1997) - animatore
- Il re ed io (The King and I), regia di Richard Rich film d'animazione (1999) - animazione personaggio
- Il gigante di ferro (The Iron Giant), regia di Brad Bird e Jeffrey Lynch - film d'animazione (1999) - animatore e animazioni CGI
- Come cani e gatti (Cats & Dogs), regia di Lawrence Guterman (2001) - supervisore alle animazioni
- Osmosis Jones, regia di Peter e Bobby Farrelly - film misto animazione e dal vivo (2001) - animatore
- Scooby-Doo, regia di Raja Gosnell (2002) - supervisore alle animazioni
- Otto notti di follie (Eight Crazy Night) - animatore effetti digitali
- Il Signore degli Anelli - Le due torri (The Lord of the Rings: The Two Towers), regia di Peter Jackson (2002) - supervisore alle animazioni
- Il Signore degli Anelli - Il ritorno del re (The Lord of the Rings: The Return of the King), regia di Peter Jackson (2003) - supervisore alle animazioni
- Le cronache di Narnia - Il leone, la strega e l'armadio (The Chronicles of Narnia: The Lion, the Witch and the Wardrobe), regia di Andrew Adamson (2005) - supervisore alle animazioni con il nome di Richie Baneham
- Avatar, regia di James Cameron (2009) - supervisore alle animazioni
- Avatar - La via dell'acqua (Avatar: The Way of Water), regia di James Cameron (2022)

## Riconoscimenti
L'anno si riferisce all'anno della cerimonia di premiazione.
- 2003
  - VES Best Character Animation in a Live Action Motion Picture insieme a Eric Saindon, Ken McGaugh e Bay Raitt per Il Signore degli Anelli - Le due torri (The Lord of the Rings: The Two Towers)
- 2006
  - Nomination VES Outstanding Performance by an Animated Character in a Live Action Motion Picture insieme a Erik De Boer, Matt Logue e Joe Ksander per Le cronache di Narnia - Il leone, la strega e l'armadio (The Chronicles of Narnia: The Lion, the Witch and the Wardrobe)
- 2010
  - Oscar ai migliori effetti speciali insieme a Joe Letteri, Stephen Rosenbaum e Andrew R. Jones per Avatar
  - VES Outstanding Visual Effects in a Visual Effects Driven Feature Motion Picture insieme a Joe Letteri, Joyce Cox Overall e Eileen Moran per Avatar
  - BAFTA ai migliori effetti speciali insieme a Joe Letteri, Stephen Rosenbaum e Andrew R. Jones per Avatar
  - Saturn Award per i migliori effetti speciali insieme a Joe Letteri, Stephen Rosenbaum e Andrew R. Jones per Avatar